# Fronius
A Fronius német családnév. A Fronius családnevűek közül az egyik legismertebb az erdélyi szász eredetű magyar nemes család.

## Híres Fronius nevű személyek
Fronius
- Andreas Fronius (1714–1764) erdélyi szász orvos
- Marcus Fronius (1659–1713) erdélyi szász ágostai evangélikus lelkész
- Martin Gottlieb Fronius (1743–1792) erdélyi szász orvosdoktor
- Michael Fronius (1675–1728) erdélyi szász városi tanácsos, kapitány
- Michael Fronius (1727–1799) erdélyi kormányszéki tanácsos, városbíró
- Michael Traugott Fronius (1761–1812) erdélyi szász királyi tanácsos és udvari titkár
- Peter Fronius (1572–1610) erdélyi szász ágostai evangélikus lelkész

Kerpel-Fronius
- Kerpel-Fronius Ödön (1906–1984) magyar orvos, gyermekgyógyász, fiziológus
- Kerpel-Fronius Gábor (1966) magyar politikus, a Momentum Mozgalom tisztségviselője